# Críquet callejero

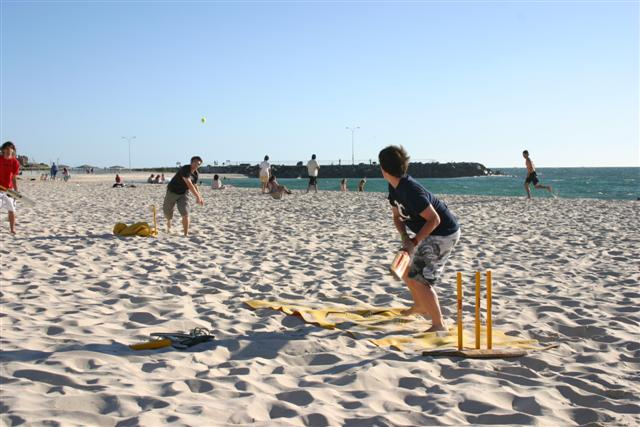
Australianos jugando al cricket de playa en la playa de Cottesloe.

Críquet callejero es una forma del deporte de críquet que tiene reglas menos formales, y que se juega en diversos lugares. Los juegos sudamericanos de plaquita y bete-ombro son formas de críquet callejero.

## Reglas
Se suele jugar con una pelota de tenis (que daña menos al cuerpo), y el wicket puede ser cualquier objeto de un tamaño similar, como un bote de basura. 
Algunas reglas posibles:
- Si la pelota está bateada, y rebote una vez, aún se puede capturarlo para hacer out al bateador, pero es necesario capturarlo con solamente una mano.
- Si la pelota está bateada fuera del campo a algún lugar que es difícil de entrar, se puede anotar 6 carreras como normalmente, pero el bateador está out también.
- Como en béisbol con la jugada forzada, se puede hacer out a un bateador por tocar con cualquier parte del cuerpo al wicket cuando el jardinero tiene la pelota en la mano y el bateador no está en su zona segura.[2]